# Pfarrkirche Freundorf

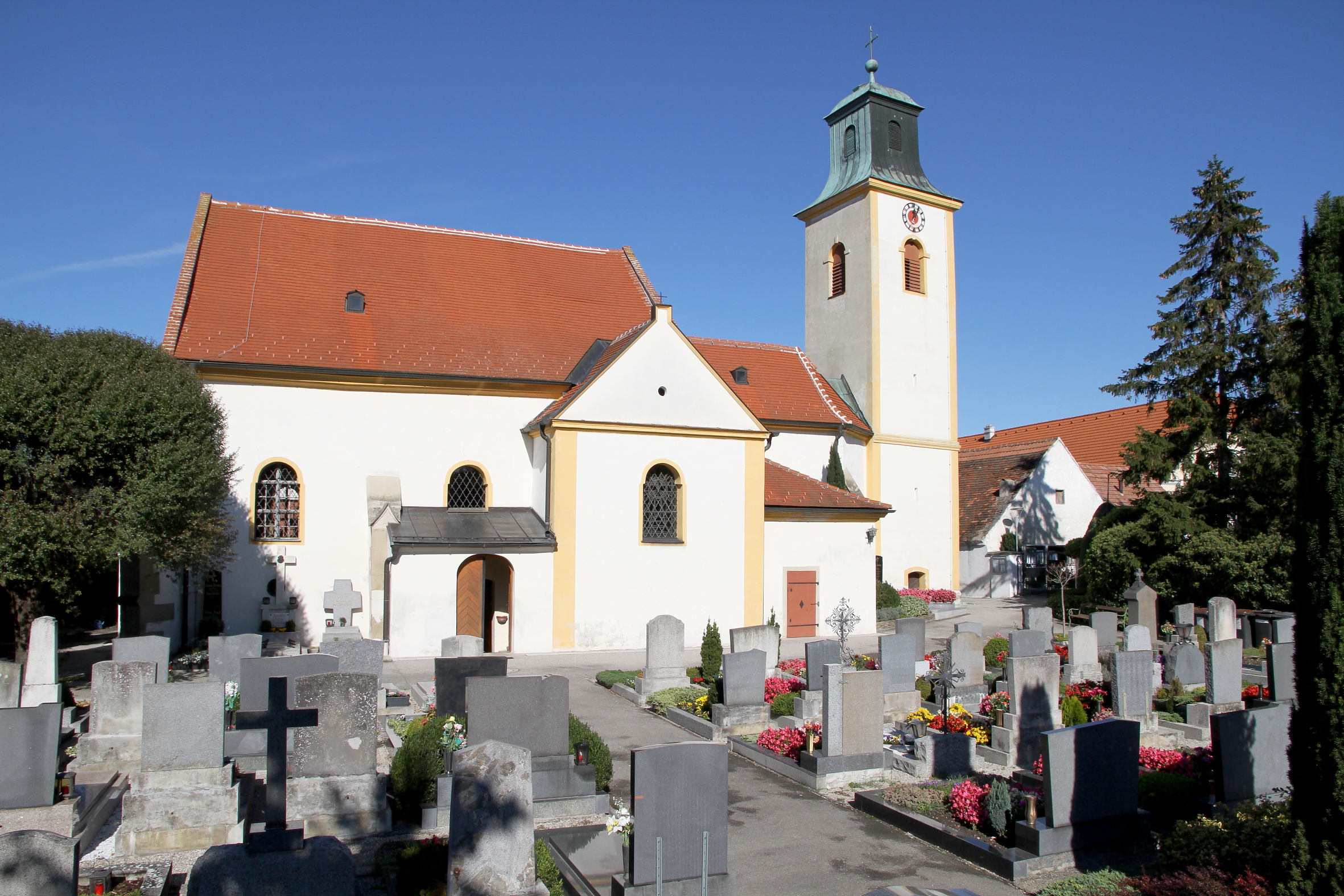
Katholische Pfarrkirche Hl. Johannes der Täufer in Freundorf

Die Pfarrkirche Freundorf steht am nördlichen Ortsrand der Ortschaft Freundorf in der Marktgemeinde Judenau-Baumgarten im Bezirk Tulln in Niederösterreich. Die auf den Heiligen Johannes der Täufer geweihte römisch-katholische Pfarrkirche gehört zum Dekanat Tulln in der Diözese St. Pölten. Die Kirche steht unter Denkmalschutz (Listeneintrag).

## Geschichte
Um 1300 ein Vikariat von Tulln, wurde 1331 urkundlich eine Pfarre genannt.
1862 gab es ein Kirchenbrand. Der Turmhelm entstand 1895. 1998 fand eine Restaurierung statt.

## Architektur
Die barockisierte spätgotische Kirche mit Chor und einem barocken Ostturm ist von einem Friedhof umgeben.
Das schlichte ungegliederte Langhaus hat Strebepfeiler, der übereckgestellte Strebepfeiler im Südwesten zeigt ein skulptiertes Wappenschild aus der Mitte des 15. Jahrhunderts. In der Westfront steht etwas aus der Achse nach Süden verschoben ein eingestellter achteckiger gotischer Treppenturm, in der Westfront auch ein vermauertes Spitzbogenfenster. Der eingezogene Chor aus dem 14. Jahrhundert hat abgetreppte Strebepfeiler und barock ausgerundete Fenster. Der im Osten des Chores angebaute Turm aus dem 17. Jahrhundert hat im unteren Bereich über einem profilierten Sockel Schießscharten und im oberen Geschoß Rundbogenfenster und trägt ein geschweiftes Dach mit Schallfenstern und einem Pyramidenhelm. An der Langhaussüdseite sind zwei barocke Kapellen angebaut. Im südlichen Chorwinkel steht ein barocker Sakristeianbau.
Die Glasmalerei Heilige Familie und Florian im Langhaus entstand nach 1900. Die Glasmalerei im Chor (Dreifaltigkeit, Christus, Schutzmantelmadonna) schuf die Malerin Maria Sturm um 1970.

## Ausstattung
Der Hochaltar mit neugotischem feingliedrigem Gesprenge von 1908 von Fritz Pape zeigt das Altarbild Taufe Christi aus dem 17. Jahrhundert, gereinigt und übermalt von Fritz Pape 1938 und trägt die seitlichen Nischenstatuen Maria und Josef.
Die Orgel baute Max Jakob 1892. Eine Glocke nennt Ferdinand Vötterlechner 1764.